# Marios Pourzitidīs
Marios Pourzitidīs (in greco Μάριος Πουρζιτίδης?; Salonicco, 8 maggio 1999) è un calciatore greco, centrocampista del Dukla Praga in prestito dallo Slovan Liberec.

## Carriera
Cresciuto nel settore giovanile del Platanias, debutta in prima squadra il 3 novembre 2019 in occasione dell'incontro di seconda divisione greca vinto 1-0 contro il Karaïskakīs.
Dopo la retrocessione del club in terza divisione rimane svincolato ed il 27 ottobre 2020 firma un contratto triennale con lo Slovan Liberec, club della prima divisione ceca.

## Statistiche
Statistiche aggiornate al 4 novembre 2021.

### Presenze e reti nei club
| Stagione        | Squadra         | Campionato      | Campionato | Campionato | Coppe nazionali | Coppe nazionali | Coppe nazionali | Coppe continentali | Coppe continentali | Coppe continentali | Altre coppe | Altre coppe | Altre coppe | Totale | Totale | Totale |
| Stagione        | Squadra         | Comp            | Pres       | Reti       | Comp            | Pres            | Reti            | Comp               | Pres               | Reti               | Comp        | Pres        | Reti        | Pres   | Reti   |        |
| --------------- | --------------- | --------------- | ---------- | ---------- | --------------- | --------------- | --------------- | ------------------ | ------------------ | ------------------ | ----------- | ----------- | ----------- | ------ | ------ | ------ |
| 2018-2019       | Platanias       | FL              | 20+1       | 0          | CG              | 0               | 0               |                    | -                  | -                  |             | -           | -           | 21     | 0      |        |
| 2019-2020       | Platanias       | SL2             | 11         | 0          | CG              | 1               | 0               |                    | -                  | -                  |             | -           | -           | 12     | 0      |        |
| 2020-2021       | Slovan Liberec  | 1L              | 14         | 0          | CRC             | 2               | 0               |                    | -                  | -                  |             | -           | -           | 16     | 0      |        |
| 2021-2022       | Slovan Liberec  | 1L              | 11         | 0          | CRC             | 0               | 0               | UEL                | 1                  | 0                  |             | -           | -           | 12     | 0      |        |
| Totale carriera | Totale carriera | Totale carriera | 57         | 0          |                 | 3               | 0               |                    | 1                  | 0                  |             | -           | -           | 61     | 0      |        |